# 4266 Waltari
4266 Waltari је астероид главног астероидног појаса са пречником од приближно 24,1 .
Афел астероида је на удаљености од 3,729 астрономских јединица (АЈ) од Сунца, а перихел на 2,619 АЈ.
Ексцентрицитет орбите износи 0,174, инклинација (нагиб) орбите у односу на раван еклиптике 16,492 степени, а орбитални период износи 2066,088 дана (5,656 година).
Апсолутна магнитуда астероида је 11,6 а геометријски албедо 0,052.
Астероид је откривен 28. децембра 1940. године.